# Jean Massare
Pas d'image ? Cliquez ici

a Compétitions nationales et continentales officielles uniquement.

b Matchs officiels uniquement.
Dernière mise à jour le 08 février 2015.
Jean Massare, né le 29 août 1922 à Fontenay-sous-Bois et mort le 25 septembre 2010 à Marseille, est un joueur français de rugby à XV qui évolue au poste de pilier.

## Palmarès

### En sélection
- 6 sélections en équipe de France de 1945 à 1946.

### En club
Avec le FC Lourdes
- Championnat de France de première division : 
  - Champion (1) : 1948
- Coupe de France :
  - Finaliste (1) : 1948